# Susanne Kastrup Forslund
Susanne Kastrup Forslund (født 24. juni 1983 i Luxembourg) er en tidligere dansk håndboldspiller, der senest spillede for Team Esbjerg. Hun kom til klubben i 2013 og afsluttede sin karriere i klubben i 2017. Hun har tidligere optrådt for KIF Vejen.
Hun er født i Luxembourg, hvor familien var udstationeret. Som ni-årig flyttede hun med sin familie til Vejen.
Hun har spillet 32 A-landskampe på det danske kvindelandshold. Hun deltog senest ved VM i Kina i 2009 og har ikke siden været inde omkring landsholdet.